# Intuitive Machines
Intuitive Machines, Inc. ist ein US-amerikanisches Raumfahrtunternehmen mit Hauptsitz in Houston, Texas. Es wurde 2013 von Steve Altemus, Kam Ghaffarian und Tim Crain gegründet, um autonome Systeme für industrielle Systeme, Drohnen, Raumfahrzeuge, Raumanzüge und Simulationsdienste bereitzustellen. Im Februar 2023 ging Intuitive Machines durch Fusion mit einer Special Purpose Acquisition Company (SPAC) an die Börse.

## Nova-Mondlander
Die Nova-Mondlander sind eine angekündigte Serie unbemannter Mondlandemodule, welche vier Modelle umfassen soll. Das Modell Nova-C ist in der Entwicklung am weitesten fortgeschritten. Es kann eine Nutzlast von 120 kg transportieren. Darauf aufbauend waren die Modelle Nova-D mit einer Nutzlast von 500 kg sowie Nova-M mit einer Nutzlast von 3.500 kg angekündigt.
Das Modell µNova ist kein eigenständiger Lander, sondern muss als Fracht zum Landeort transportiert werden. Von dort soll dieses Modell Kurzstreckenflüge bis zu 25 km Entfernung mit anschließender sanfter Landung durchführen können und so das Missionsgebiet erweitern oder sonst schwer zugängliche Orte erkunden.

### Nova-C-Einsätze
Im November 2018 wurde Intuitive Machines von der NASA als eines von neun Unternehmen ausgewählt, die Produkte und Dienstleistungen für das Commercial-Lunar-Payload-Services-Programm (CLPS) anbieten können. Das CLPS soll der Erforschung und Nutzung der natürlichen Ressourcen des Mondes dienen. Intuitive Machines bot der NASA im Rahmen dieses Programms den in Entwicklung befindlichen Lander Nova-C an.

#### IM-1 (TO2-IM)

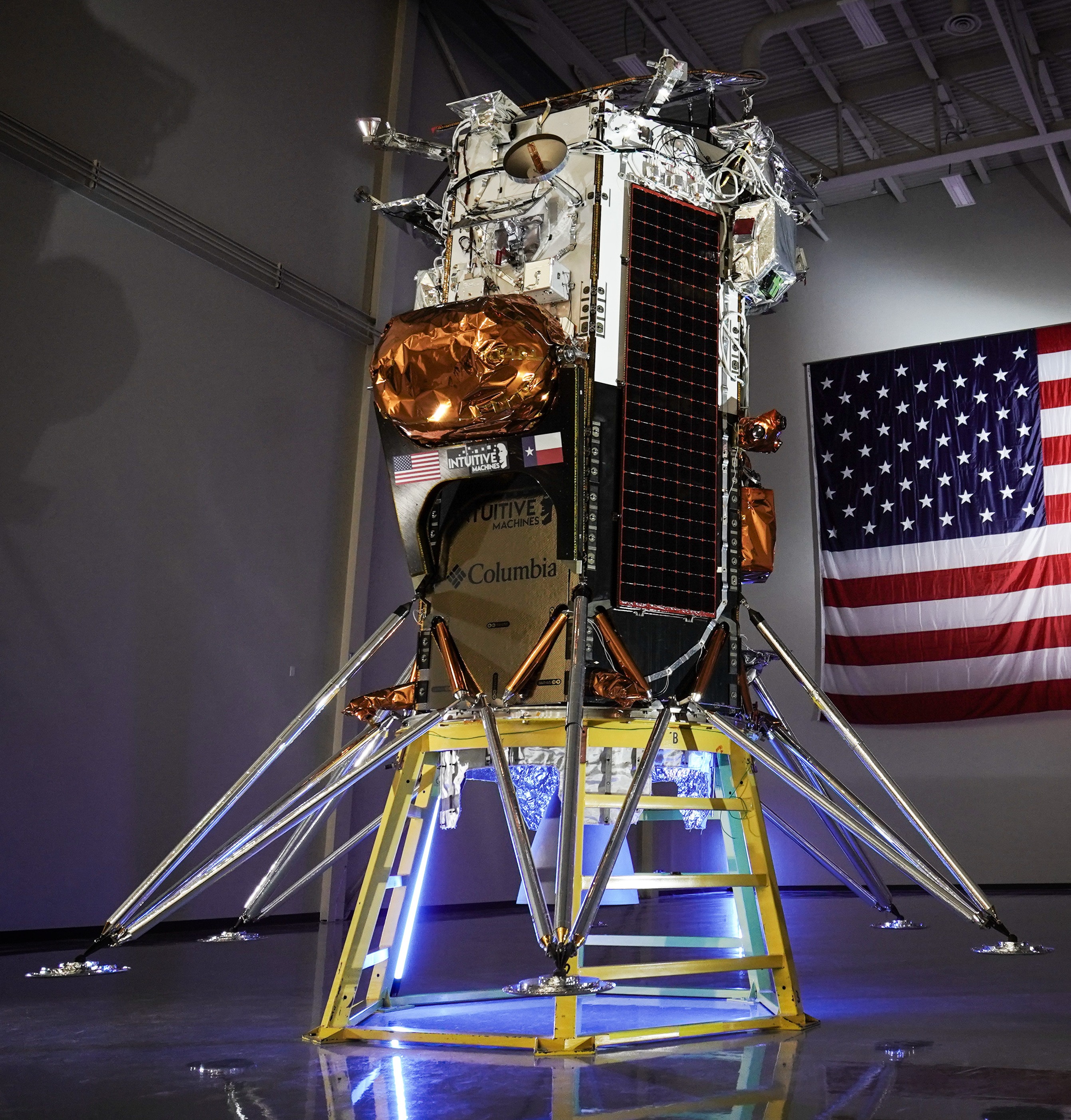
Der erste Nova-C-Lander vor dem Start

Am 31. Mai 2019 nominierte die NASA Intuitive Machines als eine von drei Firmen, die je einen unbemannten Lander zum Mond schicken sollen. Das Budget für den IM-1-Flug beträgt 77 Millionen US-Dollar. Am 13. April 2020 gab Intuitive Machines bekannt, dass diese erste kommerzielle Mondmission des Unternehmens im Oktober 2021 starten solle. Als Landeplatz wurde der Oceanus Procellarum (Ozean der Stürme), südlich des Vallis Schröteri bestimmt. Diese Gegend war bereits 1969 als Landestelle für die später gestrichene bemannte Mondmission Apollo 18 im Gespräch gewesen. Als Trägerrakete soll eine Falcon 9 von SpaceX dienen, die vom Startplatz LC-39A im Kennedy Space Center der NASA in Florida abheben soll.
Der Starttermin war ehemals für Juli 2021 geplant, wurde jedoch aufgrund der Auswirkungen eines Einspruchs der Firma Deep Space Systems gegen die Auftragsvergabe an Intuitive Machines verschoben. Der Einspruch wurde später vom Government Accountability Office zurückgewiesen. Später wurde der Start auf das 1. Quartal 2022 verschoben, weil SpaceX ihn „wegen besonderer Missionsanforderungen“ nicht mehr im Jahr 2021 durchführen könne. Es folgten weitere Startverschiebungen, weil der Lander noch nicht fertiggestellt war. Als Landeplatz wurde nun die Südpolregion des Mondes angegeben. Die IM-1-Mission startete schließlich am 15. Februar 2024. Die Sonde landete am 22. Februar 2024 um 23:23 Uhr UTC erfolgreich auf dem Mond im Gebiet des Malapert-Kraters. Obwohl er bei der Landung umkippte, konnte er eine Woche lang betrieben werden.

#### IM-2 (Prime-1)
Am 27. Februar 2025 startete Intuitive Machines’ zweite CLPS-Mission, ebenfalls mit einer Falcon 9. Ziel der Mission ist die zweite Landung nahe dem Mondsüdpol beim Mons Mouton. Der Lander trägt den Namen Athena.
Eine Nutzlast von Athena ist das Polar Resources Ice Mining Experiment (PRIME-1) der NASA, welches mit dem The Regolith and Ice Drill for Exploring New Terrain (TRIDENT) etwa einen Meter tief nach Eisvorkommen bohren und diese mit dem Mass Spectrometer observing lunar operations (MSolo) untersuchen soll. Die nähere Umgebung von Athena, in einem Umkreis von etwa 50 m, soll mit dem japanischen Rover YAOKI erforscht werden. Bis zu einer Entfernung von 1,6 km wird die Umgebung von der Sonde Grace (nach der Computerpionierin Grace Hopper) erkundet, die Stellen anfliegen soll, die mit Radantrieb nicht erreicht werden können. Die Kommunikation erfolgt durch Vermittlung des Rovers MAPP, der LTE-Netzwerktechnik von Nokia verwendet.
Die Landung von IM-2 erfolgte am 6. März 2025. Es wurde erwartet, dass der Lander etwa zehn Tage bis zur Mondnacht Daten überträgt. Allerdings kippte der Lander aufgrund gestörter Höhenmesssignale und schlechter Sicht in einem Krater um. Wegen der Seitenlage konnte er seine Batterien nicht mit seinen Solarzellen aufladen. So endete die Mission nach weniger als 13 Stunden auf der Mondoberfläche.

#### IM-3 (TO CP-11)
Im August 2021 wählte Intuitive Machines erneut SpaceX für eine dritte CLPS-Mission des Unternehmens, welche 2026 starten soll. Der Lander soll im Swirl Reiner Gamma landen und für die Mission Lunar Vertex diverse Magneto- und Spektrometer sowohl auf dem Lander selbst als auch auf einem separaten Rover transportieren. Ebenfalls sollen drei CADRE-Rover (Cooperative Autonomous Distributed Robotic Exploration von JPL) mitgeführt werden. Darüber hinaus sollen ein Retroreflektor der ESA und zwei Teleskope des KASI mitgeführt werden.

#### IM-4
Für das Jahr 2027 ist die Mission IM-4 geplant, die sechs NASA-Nutzlasten zum Mond bringen soll. Auch IM-4 soll von SpaceX gestartet werden.

## Weitere Projekte
Das Langstrecken-Drohnensystem Tiburon Junior wird seit 2016 in der Antarktiserforschung erprobt. Es kann bis zu 55 Stunden in der Luft bleiben und liefert aufgrund der niedrigen Fluggeschwindigkeit von unter 150 km/h hochauflösendere Messdaten als vergleichbare Systeme. Das System kann binnen 15 Minuten montiert und demontiert und modular mit Sensoren bestückt werden, was es sehr flexibel einsetzbar macht.
Das Universal Reentry Vehicle (URV) soll die sichere Rückkehr von Raumfahrzeugen aus dem niedrigen Erdorbit und Mondumlaufbahnen ermöglichen. Das Projekt basiert auf einem modifizierten elliptischen Hitzeschild der NASA und wurde ursprünglich für Landungen auf dem Mars entwickelt. Geplanter Haupteinsatzzweck ist die Rückführung von Fracht von der Internationalen Raumstation ISS.